# Изюмский краеведческий музей имени Н. В. Сибилёва
Изюмский краеведческий музей имени Н. В. Сибилёва — музей в городе Изюме Харьковской области Украины, расположен на улице Соборной, 12.

## История
Работа по основанию краеведческого музея в Изюме начала проводиться еще в 1914 году. Но официально Краеведческий музей в Изюме был открыт 20 мая 1920 года, когда его первым руководителем, заведующим и хранителем был назначен Н. В. Сибилёв. Он собирал коллекцию экспонатов, которые относились к прошлому Изюма — это были археологические объекты, орудия труда, каменные статуи.
Среди основных задач музея было спасение культурных объектов, которым угрожало уничтожение из-за гражданской войны. Работники музея сохранили часть архива городского управления, смогли снять копию с рукописи про учреждение Святогорского монастыря. В музей свозили книги, картины из домов помещиков, коллекции по палеонтологии и зоологии реального училища и коллекция полезных ископаемых Изюмского уезда.
В музее было создано несколько отделов: картинная галерея, отдел природы, исторический и историко-революционный. Позже был создан археологический отдел. Осенью 1920 года начали проводиться работы по систематическому археологическому изучению местности.
В 1920-х годах музей выпускает несколько сборников по краеведению. Н. В. Сибилёв выпускает книги «Древности Изюмщины». В этот период в музее выставляются частные археологические коллекции инженера А. Ф. Запорина и лесничего Ю. В. Богдановича.
В 1925 году музей стал финансироваться из государственного бюджета. Были основаны новые отделы: отдел быта, сельского хозяйства и местной промышленности. В музее стали проводить гидрометрические и метеорологические наблюдения. В 1929 году в музее было уже 28 122 экспонатов, тогда как в 1921 году — только 1 039 экспонатов. Увеличилась численность посетителей. В 1928 году музей посетило 39 634 человек, по сравнению с 1920 годом, когда посетителей было 3 815.
Во время Великой Отечественной войны была утеряна большая часть краеведческой коллекции. Разрушено помещение, в котором был музей. Часть экспонатов была спасена работниками музея. После войны, музей стал располагаться в доме, построенном в 1818 году.
В 1950-х годах Изюмский краеведческий музей провел несколько археологических экспедиций.
В основном фонде музея около 11 тысяч экспонатов, которые представляют собой орудия труда, половецкие каменные статуи, археологические объекты разных культур и эпох. Среди главных экспонатов музея — нумизматическая коллекция с редкостными монетами, напрестольное Евангелие в серебряном с позолотой окладе, которые подарил Изюмскому Преображенскому собору Петр I. Это издание датировано началом XVIII века. Здесь же хранятся личные вещи, принадлежавшие семье декабриста А. Розена, этюды С. Васильковского, картины Ф. Коган, Н. Федорова, В. Забашты.
Сейчас в музее работает три зала. В первом зале история края в XVIII—XIX веке, во втором зале XIX—XX век, в третьем зале — этнографическая экспозиция народных мастеров.
Музей работает с понедельника по пятницу с 09:00 до 16:00, перерыв с 12:00 до 13:00. В понедельник музей не работает. Первый вторник каждого месяца — день открытых дверей.
С октября 2006 года директор Изюмского краеведческого музея — Ольга Владимировна Махортова.
Музей расположен на улице Соборной, 12.